# جون أكين
جون أكين (بالإنجليزية: Jon Akin)‏ (ولد في 25 يونيو 1977) هو لاعب كرة قدم أمريكي متقاعد لعب كمهاجم.